# Partido Sam Rainsy
El Partido Sam Rainsy (en jemer: គណបក្ស សម រង្ស៊ី) o SRP es un partido político camboyano liberal y personalista, miembro del Consejo de Asiáticos Liberales y Demócratas, la Internacional Liberal y la Alianza de los Demócratas. Desde el colapso electoral del Funcinpec en 2003, constituyó la principal fuerza opositora de Camboya y fue uno de los partidos más votados del país. Decidió que se fusionará con el Partido de los Derechos Humanos en 2018, para formar juntos el Partido de Rescate Nacional de Camboya.
Fue fundado por Sam Rainsy como Partido de la Nación Jemer en junio de 1995. Ganó 15 de los 123 escaños de la Asamblea Nacional en las elecciones de 1998, 24 escaños en las elecciones de 2003, y 26 escaños en las elecciones de 2008 con el 21% de los votos. La SRP obtuvo dos escaños en las elecciones al Senado de 2006. En el año 2009, que formalmente se alió con el Partido de los Derechos Humanos en el Movimiento Democrático para el Cambio, lo que posteriormente gestó la formación del Partido de Rescate Nacional de Camboya.
En 2008, el activista del partido Tuot Saron fue detenido bajo la acusación de "ser cómplice de confinamiento ilegal". Los grupos internacionales de derechos humanos como Human Rights Watch y Amnistía Internacional describen los cargos como un intento políticamente motivado para intimidar a otros activistas de SRP. Saron fue liberado el 26 de noviembre de 2010 por un indulto real.
En las elecciones al senado de 2012, las últimas en las que participó por sí solo, el SRP obtuvo nueve escaños. Después de eso, acordó su fusión con el Partido de los Derechos Humanos para las elecciones generales y senatoriales de 2018.

## Historia electoral

### Asamblea Nacional
| Año  | Escaños | Votos en total | Porcentaje | Resultado de la elección | Resultado de la elección | Líder      |
| ---- | ------- | -------------- | ---------- | ------------------------ | ------------------------ | ---------- |
| 1998 | 15/122  | 699,665        | 14.3%      | 15                       | Oposición                | Sam Rainsy |
| 2003 | 24/123  | 1,130,423      | 21.9%      | 9                        | Oposición                | Sam Rainsy |
| 2008 | 26/123  | 1,316,714      | 21.9%      | 2                        | Oposición                | Sam Rainsy |

### Senado
|  | 11.87 % |

|  | 10.3 % |

|  | 21.9 % |

### Elecciones comunales
|  | 16.94 % |

|  | 25.19 % |

|  | 20.63 % |